# Jüdischer Friedhof (Ostrava)
Koordinaten: 49° 49′ 51,8″ N, 18° 16′ 11,3″ O

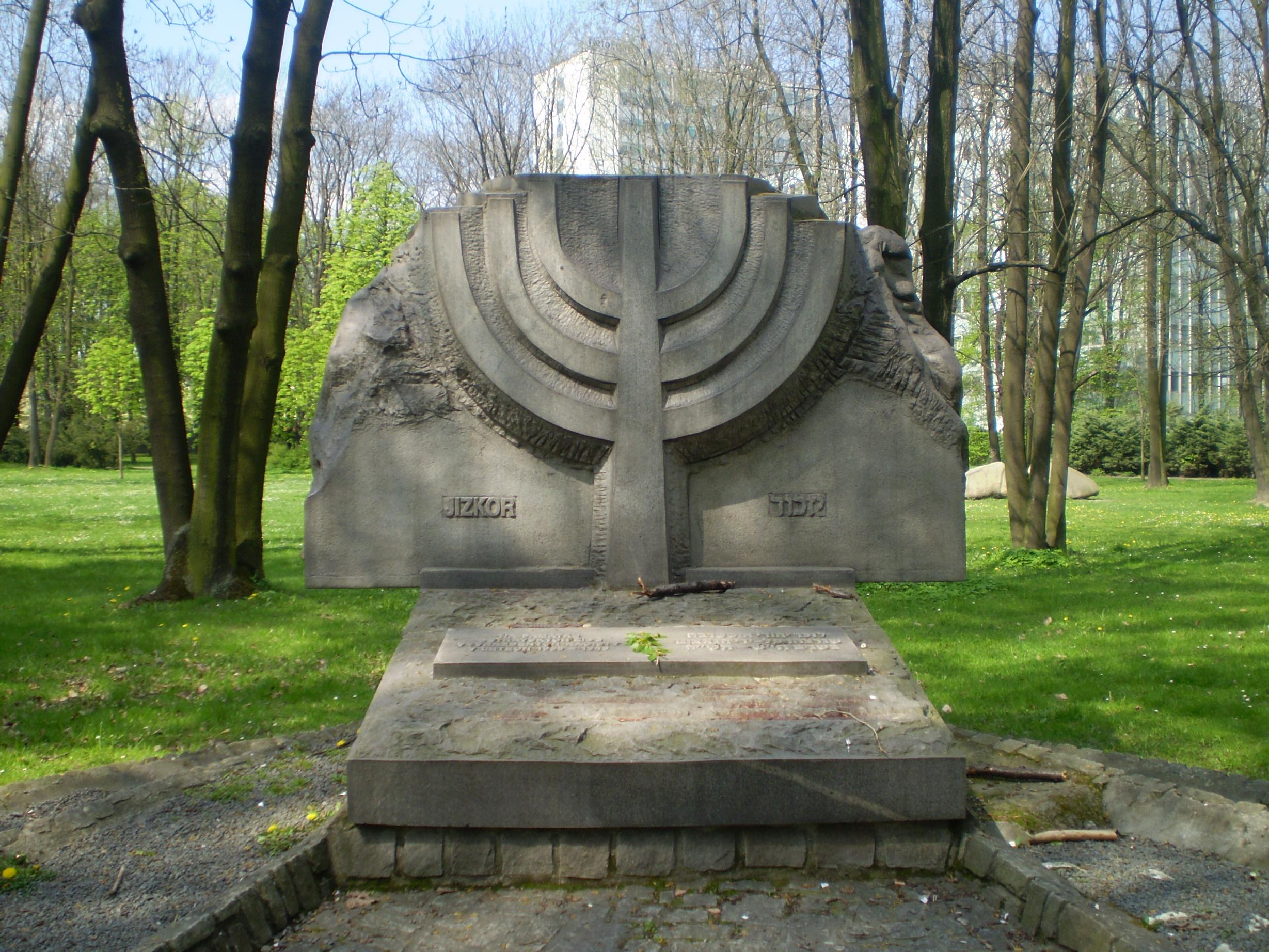
Holocaustdenkmal auf dem Gelände des ehemaligen jüdischen Friedhofs in Ostrava

Der Jüdische Friedhof in Ostrava (deutsch Mährisch-Ostrau), einer tschechischen Stadt im Okres Ostrava-město der Region Mährisch-Schlesien, wurde in den 1870er Jahren angelegt. Zuvor wurden die Toten der jüdischen Gemeinde Ostrava auf dem jüdischen Friedhof in Teschen beigesetzt.
Der jüdische Friedhof wurde um 1980 eingeebnet und ist heute als öffentlicher Park gestaltet.
In den 1960er Jahren wurde ein neuer jüdischer Friedhof angelegt worden, auf dem auch einige Grabsteine vom alten jüdischen Friedhof aufgestellt wurden.